# Akhil Bharatiya Gorkha League
Akhil Bharatiya Gorkha League (Unión Gorkha de Toda India), abreviado ABGL, es un partido político trabajando entre la población nepalí-hablante en el norte del estado indio Bengala Occidental, India. El partido fue fundado en 1943 por Damber Singh Gurung. En 2006 el secretario general es Amar Lama.[actualizar]
ABGL hace parte del Frente Popular Democrático, una alianza liderada por el Partido Comunista de Marxistas Revolucionarios (CPRM). Los partidos del FPD están a favor de la autonomía Gorkha pero están en contra el Frente de Liberación Nacional Gorkha (GNLF).
ABGL tiene dos escaños entre 28 en el Darjeeling Gorkha Hill Council.